# Edward Craven Walker
Edward Craven Walker (4. juli 1918 – 15. august 2000) grundlægger af Mathmos opfandt den psykedeliske Astrolampe, kendt som Lavalampen i 1963.

## Krigserfaring
Craven var pilot i 2. Verdenskrig, hvor han fløj et DeHavilland Mosquito-fly over Tyskland for at tage fotografier fra et ubevæbnet fly.Han mødte sin første kone, Marjorie Bevan Jones, på en luftbase, hvor hun var udstationeret for the Women’s Auxiliary Air Force (WAAF). Craven fortsatte med at flyve efter krigen.

## Astrolampen

### Astrolampens oprindelse
Efter krigen videreudviklede Craven en idé han så på en landpub i Dorset, England. Pubben havde en tingest udarbejdet af stamkunden, Alfred Dunett, som siden havde forladt området; et tænd-sluk apparat, som anvendte to ikke-blandbare væsker, som et æggeur. Om end apparatet var rudimentært så Craven potentiale i det, og satte sig for at perfektionere ideen og forvandle den til en lampe. Han startede et laboratorium i et lille skur, hvor han blandede ingredienser i flasker af forskellige former og størrelser. Han opdagede, at en af de bedste beholdere var en Tree Top appelsinsaftsflaske, og dens form definerede Astro-babylampen eller Astro Mini, som den blev kaldt.

### Astrolampe-industrien
Craven og hans kone Christine startede et firma til produktion af lampen, som de kaldte Crestworth. Fra små bygninger i et industrielt område i Poole, Dorset, har Crestworth forsynet verden med lamper siden 1963. I 1992 ændrede virksomheden navn til Mathmos. Lamperne var en stor kommerciel succes i 1960erne og de tidlige 70ere og blev et symbol på psykedelia. Craven sagde: "Hvis du køber min lampe, behøver du ikke stoffer... Jeg tror, den altid vil være populær. Det er som livscyklen; den vokser, går i stykker, falder ned og starter forfra igen".
I de sene 1970ere ændrede moden og lavalampen blev umoderne. Walkers-familien holdt virksomheden gående gennem 1980erne, men i meget mindre skala.

## Senere år
I de tidligere 1990ere begyndte et ungt par at producer og sælge dem succesrigt. Cressida Granger og David Mulley kontaktede Craven og overtog driften af virksomheden, som de omdøbte til Mathmos i 1992. Indledningsvist var der tale om et partnerskab med Edward og Christine Craven Walker og virksomheden gik under navnet Crestworth Trading Ltd. Over en årrække købte de familien Walker ud. De havde rettigheder til at producere Astrolampen og fortsatte produktionen same sted, med stort set same personale, maskineri og endda nogle af komponenterne fra 1960erne. Edward Craven Walker fortsatte som konsulent for Mathmos indtil hans død, og hjalp i særdeleshed med forbedring af formularen for lamperne. Astrolampen har været under kontinuerlig produktion i 50 år og er blevet håndlavet i Storbritannien siden 1963; den produceres fortsat i dag af Mathmos i Poole, Dorset. Mathmos lavalampe-formularen udviklet oprindeligt af Craven-Walker i 1960erne og siden forbedret med hans hjælp i 1990erne anvendes stadig. Edward Craven-Walker forblev konsulent og direktør for Mathmos indtil hans død i 2000. Hans lavalampe-virksomhed Mathmos fejrer sit 50-års jubilæum i 2013.

## Naturisme
Walker var naturist og startede sin egen lejr i Matchams i Hampshire. Den blev en af de største i Storbritannien. Cravens passion skabet urolighed i hans privatliv og var medvirkende årsag til hans skilsmisse fra Marjorie med hvem han havde tre børn. Craven giftede sig fire gange. Craven forsøgte at forbyde fede personer fra hans naturist-lejr, idet han argumenterede at fedme trodsede idealerne baseret på et sundt spirituelt og fysisk liv.

## Filmarbejde
Craven kombinerede film og naturisme. I 50erne og 60erne var nudistfilm tabu, men han undveg censorerne ved ikke at vise pubeshår. Følgelig blev han en pioner indenfor sin genre. Under pseudonymet Michael Keatering instruerede Craven naturistfilmen Travelling Light (1959). Dette var den første naturistfilm, der blev offentligt udgivet i Storbritannien. Filmen, der er blevet beskrevet som en undervandsballet filmet ud for Korsika, blev udgivet i 1960. Senere producerede han Sunswept (1961) og Eves on Skis (1963).

## Død
Mod slutningen af 1990erne kæmpede Craven med cancer. Han døde i Matchams, Dorset og blev begravet på en lille kirkegård i New Forest. Han blev 82 år. 

## Yderligere litteratur
- Cinema Au Naturel: A History of Nudist Film af Mark Storey Udgivet af Naturist Education Foundation (1. juli 2003)

## References
1. 1 2 3 4 5 6  "Craven Walker". The Telegraph. Telegraph Media Group Limited. 2000-08-19. Arkiveret fra originalen 2. september 2013. Hentet 2013-09-02.
2. ↑  Abigail Tucker (marts 2013). "The History of the Lava Lamp: At 50, the legendary relic of the college dorm room is still groovy after all these years". Smithsonian magazine. Arkiveret fra originalen 3. november 2013. Hentet 28. februar 2013.
3. 1 2  "The Independent, Melanie Rickey, Saturday, 27 January 1996 The material world / Light of our lives". Arkiveret fra originalen 16. december 2013. Hentet 8. november 2013.
4. 1 2  "Mathmos History". Arkiveret fra originalen 1. november 2013. Hentet 8. november 2013.
5. ↑  "Lava lamp creators mark 50 years of 1960s icon, BBC News, 30th August, 2013". Arkiveret fra originalen 22. november 2013. Hentet 8. november 2013.
6. ↑  "Wired, Lava Lamp's 50 Years of Gooey Light by Roberto Baldwin, 9th March 2013". Arkiveret fra originalen 11. november 2013. Hentet 8. november 2013.
7. ↑  "Lava lamp creators mark 50 years of 1960s icon, BBC News, August 30, 2013". Arkiveret fra originalen 22. november 2013. Hentet 8. november 2013.

## Eksterne kilder
- Edward Craven Walker, grundlægger af Mathmos, mathmos.dk Arkiveret 6. december 2017 hos  Wayback Machine
- CNN Obituary Arkiveret 13. oktober 2008 hos  Wayback Machine
- History of Lava Lamps Arkiveret 25. november 2007 hos  Wayback Machine Background story on the history of Craven Walker's invention at Oozing Goo.
- BBC.co.uk - The Mystique of the Lava Lamp Arkiveret 20. september 2010 hos  Wayback Machine
- Mathmos Arkiveret 27. december 2016 hos  Wayback Machine

- Edward Craven Walker på Internet Movie Database (engelsk)